# Перето
Перето (итал. Pereto) је насеље у Италији у округу Л'Аквила, региону Абруцо.
Према процени из 2011. у насељу је живело 693 становника. Насеље се налази на надморској висини од 817 м.

## Становништво
Према резултатима пописа становништва 2011. у општини је живело 739 становника.
| 1951. | 1961. | 1971. | 1981. | 1991. | 2001. | 2011. |
| ----- | ----- | ----- | ----- | ----- | ----- | ----- |
| 1.203 | 999   | 640   | 584   | 637   | 704   | 739   |